# Motore PSA-Renault Type X
Con la sigla Motore X si intende una famiglia di motori a scoppio prodotti dal 1972 al 1988 dal gruppo francese PSA in joint-venture con la casa automobilistica Renault, anch'essa francese.

## Storia e caratteristiche
La storia della famiglia PSA X ha inizio il 22 aprile 1966, quando le due Case automobilistiche francesi Peugeot e Renault diedero inizio ad una joint-venture per la produzione di motori. Da tale collaborazione sarebbero nate due grosse famiglie di motori: una era la famiglia di motori Douvrin, destinata a vetture di segmento alto e medio-alto, mentre l'altra era appunto la famiglia di motori X, utilizzati prevalentemente dalla Peugeot per le sue utilitarie. Tali differenze nei desideri progettuali delle due case stavano nel fatto che, secondo l'accordo stipulato, i due motori non dovevano farsi concorrenza tra loro.

La famiglia di motori di bassa cilindrata voluti da Peugeot prese come nome la sigla X ed esordì nel 1972 con il lancio della Peugeot 104.

Le principali caratteristiche di questa famiglia di motori erano le seguenti:
- monoblocco e testata in lega di alluminio;
- architettura a 4 cilindri in linea;
- disposizione trasversale del motore;
- inclinazione del motore di 72° all'indietro;
- cilindri con canne bagnate;
- valvole in testa;
- due valvole per cilindro;
- distribuzione ad un albero a camme in testa comandato da catena (schema SOHC);
- albero a gomiti con 5 supporti di banco e 4 contrappesi di bilanciamento;
- alimentazione a carburatore;
- raffreddamento ad acqua;
- lubrificazione a carter umido.

Particolarità originale era il cambio di velocità collocato sotto il blocco cilindri, con lubrificazione in comune al motore: ad ogni sostituzione d'olio si rinnovava così anche il lubrificante del cambio. Inoltre la trasmissione del moto verso il cambio avveniva tramite treno di ingranaggi o "tripletta" e ciò produceva una tipica sonorità meccanica (in decelerazione o in scalata) facilmente riconoscibilie in tutti i modelli equipaggiati con tali propulsori.
Peraltro quest'architettura e l'inclinazione all'indietro ostacolavano l'accessibilità per la manutenzione, mentre la viscosità dell'olio motore a freddo contrastava gli innesti delle marce nei primi chilometri.
I motori della Serie X sono nati nel 1972, quando ancora il Gruppo PSA non esisteva (è nato infatti nel 1976), e sono opera della Peugeot, che ancora non aveva acquisito la Citroën dal gruppo Michelin. Ufficialmente, però, i motori X sono un prodotto PSA, per cui non è infrequente trovare fonti che collocano la nascita di tali motori proprio nel 1976, o anche nel 1977.

Per correttezza, è però sensato attribuire la genesi ed i primi utilizzi di questi motori esclusivamente alla Casa di Sochaux, anche se frutto di una collaborazione con Renault.

Di seguito vengono descritte le varie versioni dei motori della Serie X.

I motori della serie X sono stati sostituiti dai motori della serie TU.
| Type motor (Française de Mécanique) | 108    | 109 - 121 | 129 - 145       |         | 150          |
| Designazione PSA                    | XV     | XW        | XZ              | XL      | XY           |
| Designazione Renault                |        |           | X5G(*) - X6G(*) |         | X5J - X6J(*) |
| ----------------------------------- | ------ | --------- | --------------- | ------- | ------------ |
| Cilindrate                          | 954 cc | 1124 cc   | 1218 cc         | 1288 cc | 1360 cc      |
| Alesaggio (mm)                      | 70     | 72        | 75              | 76      | 75           |
| Corsa (mm)                          | 62     | 69        | 69              | 71      | 77           |

(*) Questi nomi non sono mai stati usati, è un'estrapolazione di questi motori sul nuovo sistema di designazione dei motori Renault.
All'inizio, Renault e Peugeot usavano gli stessi tipi di motori (denominazioni Française de Mécanique), negli anni '80, ognuno usava le proprie denominazioni.
Il "motore X" di tipo X5J (1360 cm3) della Renault 14 GTL (dal 1982) è l'unico a beneficiare delle nuove designazioni Renault. La designazione dei motori è organizzata in 3 caratteri: una lettera, un numero, una lettera (Esempio: C1J, X5J, F2N ...).
- La prima lettera indica il blocco motore: X ("motore X") o C ("Motore Cléon-Fonte") ...;
- Il numero corrisponde al tipo di motore: 5 per benzina testata semisferica, carburatore monocilindrico; 6 per benzina a testa semisferica, carburatore a doppio corpo; ...
- L'ultima lettera corrisponde alla capacità cubica:

- G da 1150 a 1249 cc
- J dal 1350 al 1449 cc

### XV
La versione XV è quella di base, la più piccola ed economica. Le sue misure di alesaggio e corsa, pari a 70x62 mm, permettono una cilindrata di 954 cm³. 

L'alimentazione è a carburatore monocorpo: fino al 1976 è stato utilizzato un carburatore Solex 32 PBISA 11, successivamente fu adottato un Solex 32 HSA ed a partire dal 1983 è stato utilizzato un Solex PBISA 12. A seconda del carburatore presente, il motore viene designato rispettivamente con la sigla XV3, XV5 o XV8. 

La potenza massima era in ogni caso di 46 CV a 6000 giri/min, mentre la coppia massima raggiunge i 66 Nm a 3000 giri/min.

Questo motore è stato utilizzato su:
- Peugeot 104 GL/GLS/ZL/ZA (1972-88);
- Peugeot 205 base/XE (1983-88);
- Citroën LNA 10E (1982-86);
- Citroën Visa 954/Visa 10E (1983-86);
- Talbot Samba base (1984-86).

Presso la Citroën, questo motore ha ricevuto il codice 108C.

### XW
Questo motore consiste nella versione a corsa allungata della versione XV. È stato infatti utilizzato un nuovo tipo di albero a gomiti, tale da far aumentare la misura della corsa da 62 a 69 mm, ed anche il diametro dei cilindri è stato portato da 70 a 72 mm. La cilindrata aumenta così a 1124 cc.

Di questo motore sono esistite tre varianti prestazionali. 

La prima variante, denominata XW7, montava un carburatore monocorpo Solex 32 PBISA12 ed erogava una potenza massima di 50 CV. È stata montata su:
- Citroën LNA 11E/11RE (1982-86);
- Citroën Visa Super E/Super L (1981-88);
- Peugeot 104 GR//Z/ZR (1980-88);
- Peugeot 205 XL/GL (1983-88);
- Talbot Samba LS/GL (1981-85).

La seconda variante era denominata XW3 ed era equipaggiata da un carburatore monocorpo Solex 32 PBISA7. Ciò permetteva una potenza massima di 58 CV a 6250 giri/min, con coppia massima di 79 Nm a 2750 giri/min. La versione XW3 è stata montata su:
- Citroën Visa 5p 1.1 (1978-81);
- Peugeot 104 GL6/SL/SR (1976-80);
- Citroën BX 11 (1986-88).

La terza variante, denominata XW3S, montava un carburatore doppio corpo Solex 32 TMMIA ed erogava 66 CV di potenza massima a 6200 giri/min, con una coppia massima di 83.4 N·m a 4000 giri/min. È stata montata su:
- Peugeot 104 ZS(1976-80);
- Peugeot 104 S (1979-80).

Analogamente alla versione da un litro di cilindrata, anche questo motore, presso la Citroën, ha ricevuto un codice diverso, che era 109/5.

### XZ
L'unità XZ nasce sulla base dell'unità XW: la differenza principale sta nella rialesatura dei cilindri. Ferma restando a 69 mm la misura della corsa, l'alesaggio viene invece aumentato da 72 a 75 mm. Ciò ha comportato un aumento della cilindrata, che ha raggiunto i 1219 cc.

Introdotto nel 1979, il motore XZ è stato proposto in ben quattro varianti. 

La prima variante è stata denominata XZ5, ed era alimentata da un carburatore monocorpo Solex 32 PBISA11, che consente a tale propulsore di erogare una potenza massima di 57 CV a5500 giri/min, con una coppia massima di 92 Nm a 2750 giri/min. Tale versione ha trovato applicazione su:
- Peugeot 104 SR 1.2 (1979-81);
- Renault 14 L e TL (1976-83);
- Renault 14 GTL (1978-82).

La seconda versione, siglata XZ5X, era invece alimentata da un carburatore doppio corpo ed erogava una potenza massima di 64 CV a 6000 giri/min, mentre la coppia massima era di 91 N·m a 3000 giri/min. È stata montata tra il 1980 ed il 1982 sulla Citroën Visa Super X.

La terza versione erogava 69 CV di potenza massima ed è stata montata sulle Renault 14 TS prodotte nel solo 1979.

La quarta versione, denominata XZ7R, era stata rivista più in profondità ed annoverava tra i vari aggiornamenti due carburatori doppio corpo. La potenza massima raggiungeva i 90 CV a 6700 giri/min, con un picco di coppia pari a 103 N·m a 5400 giri/min. È stata montata sulla Talbot Samba Rallye 1.2 prodotta tra il 1983 ed il 1986.

### XY
Il motore XY è il motore più grande della famiglia PSA X. In questo motore, la corsa è stata allungata fino a 77 mm, mentre l'alesaggio dei cilindri è di 75 mm. Si tratta dell'unica variante di tipo sottoquadro tra quelle appartenenti a tale famiglia. La cilindrata è di 1360 cc, ed è stato proposto anch'esso in più varianti.

La prima variante si poneva alla base delle versioni XY, poiché era alimentata da un carburatore monocorpo Solex 34PBISA12 ed erogava 60 CV a 5000 giri/min e 105 N·m di coppia massima a 2500 giri/min. Questa variante, denominata XY7, deriva dai motori XY più potenti, che hanno esordito per primi, ed è stata montata su:
- Citroën Visa TRS (1985-88);
- Citroën C15E 14 (1987-88);
- Peugeot 205 XR/GR (1983-87);
- Renault 14 GTL (1982-83).

Una seconda variante, sempre con carburatore monocorpo, erogava 62 CV di potenza massima a 5500 giri/min, con una coppia massima di 108 Nm a 2500 giri/min. Tale variante è stata montata sulla Citroën BX14 base (1982-86).
La terza variante, siglata XY6B, è stata in realtà la prima in ordine cronologico a debuttare tra le versioni XY: montava un carburatore doppio corpo Solex 32-35 TACIC ed arrivava ad erogare una potenza massima di 72 CV a 6000 giri/min, con una coppia massima di 103 o 106 Nm (a seconda delle applicazioni) a 3000 giri/min. È stata montata su:
- Peugeot 104 S (1979-83);
- Peugeot 104 ZS (1982-83);
- Citroën BX 14E/14RE (1983-86);
- Renault 14 TS (1979-83);
- Talbot Samba GLS/Cabriolet (1982-85).

La quarta variante, denominata XY8, montava due carburatori monocorpo Solex 35 PBISA7, ed erogava 80 CV a 5800 giri/min, nonché un picco di coppia pari a 108 N·m a 2800 giri/min. È stata montata su:
- Citroën Visa GT (1982-85);
- Citroën Visa Chrono II (1983-84);
- Peugeot 104 ZS (1982-85);
- Peugeot 205 XT/XS/GT (1983-87);
- Talbot Samba GLS/Rallye 1.4/Cabriolet (1983-86).

La quinta variante, denominata XYR, era alimentata tramite due carburatori doppio corpo. Rispetto alle versioni precedenti, anche il rapporto di compressione è stato aumentato, essendo stato portato da 9.3 a 10.2:1. La potenza massima è così salita a 93 CV a 5800 giri/min, mentre la coppia massima ha raggiunto i 125 N·m a 4500 giri/min.

Questo motore è stato montato su:
- Peugeot 104 ZS2 (1979-80);
- Citroën Visa Chrono I (1982-83).

Esiste un'ulteriore versione di tale motore, che, partendo dalla base dell'unità XY8, ha subito numerosi interventi tra cui l'adozione di ben quattro carburatori. La potenza massima raggiungeva i 112 CV a 5800 giri/min con un picco di coppia di 130 N·m a 4500 giri/min. Tale motore è stato montato sulla Citroën Visa 1000 Pistes prodotta tra il 1983 ed il 1984 per un uso prevalentemente agonistico.